# Acrolophus corrientis
Acrolophus corrientis är en fjärilsart som beskrevs av Walsingham 1887. Acrolophus corrientis ingår i släktet Acrolophus och familjen Acrolophidae. Inga underarter finns listade i Catalogue of Life.